# Sten Bosson (Natt och Dag)
Sten Bosson (Natt och Dag) till Ekhult i Östergötland, död 1411, var en svensk frälseman. Han var son till Bo Bosson och biskop Knut Bossons bror. 

## Biografi
Sten Bosson (Natt och Dag) var son till Bo Bosson (Natt och Dag). Han blev väpnare 1371. Bosson blev 1381 häradshövding i Östkinds härad och 1386 fogat i Södermanland. Han blev samma år utredningsman i drotsen Bo Jonssons. Bosson dubbades till riddare 1388 och utnämndes till riksråd 1389. Han blev 1390 häradshövding i Dalarna och skrev sitt testamente på Ekhult 1410. Han avled i början av 1411.
Han var en tid anhängare till kung Albrekt, men som en av verkställarna av sin kusins, den mäktige drotsen Bo Jonssons, testamente stod han i spänt förhållande till Albrekt och var en av dem, som 1388 inkallade drottning Margareta. Som närmsta släkting fick Sten Bosson 1390 förmynderskapet för Bo Jonssons barn, förvaltningen av deras arv samt ansvaret för Bos skulder och för fullgörandet av stadgandena i hans testamente. 
Han ägde gården Ekhult i Björsäters socken.

### Familj
Sten Bosson var 1387 gift med Ingeborg Karlsdotter (Vinäsätten). Hon var dotter till Karl Birgersson (Vinäsätten) och Gertrud Gertsdotter (Moltke). De fick tillsammans barnen:
1. Birgitta Stensdotter (Natt och Dag), död före 1417. Gift med riddaren Otto Peccatel.[1]
2. Bo Stensson (Natt och Dag), Riddare, riksråd och hövitsman på Kalmar slott. Död tidigast 1469.[1]
3. Bengt Stensson (Natt och Dag), Riddare, riksråd och lagman. Död 1450 eller 1451.[1]
4. Knut Stensson (den blinde).[1]
5. Karin Stendotter (Natt och Dag), död 1415.[1]
6. Birgerus Stenonis, ärkedjäkne i Strängnäs 1423.[1]
7. Nils Stensson (Natt och Dag), Riksråd, marsk och fogde. Död 1439.[1]
8. Magnus Stensson (Natt och Dag), levde 1434.[1]
9. Erik Stensson (Natt och Dag), befallningsman på Rönö slott.[1]